# Maseltrangen
Maseltrangen ist eine Streusiedlung in der politischen Gemeinde Schänis im Schweizer Kanton St. Gallen.  Maseltrangen liegt an der Hauptstrasse zwischen Schänis und Kaltbrunn und wird von der Postautolinie Ziegelbrücke–Benken SG bedient.
Das kleine Dorf auf 437 m ü. M. liegt am östlichen Rand der Linthebene. Wichtige Erwerbszweige sind die Landwirtschaft, Restaurationen und das Kleingewerbe. In Maseltrangen fliesst der Maseltrangerbach aus dem Vorderen und dem Hinteren Maseltrangerbach zusammen. Nordwestlich von der Streusiedlung liegt das Gasterholz, eine Erhebung von maximal 552 m ü. M. Es leben rund 400 Personen in Maseltrangen.

## Bilder

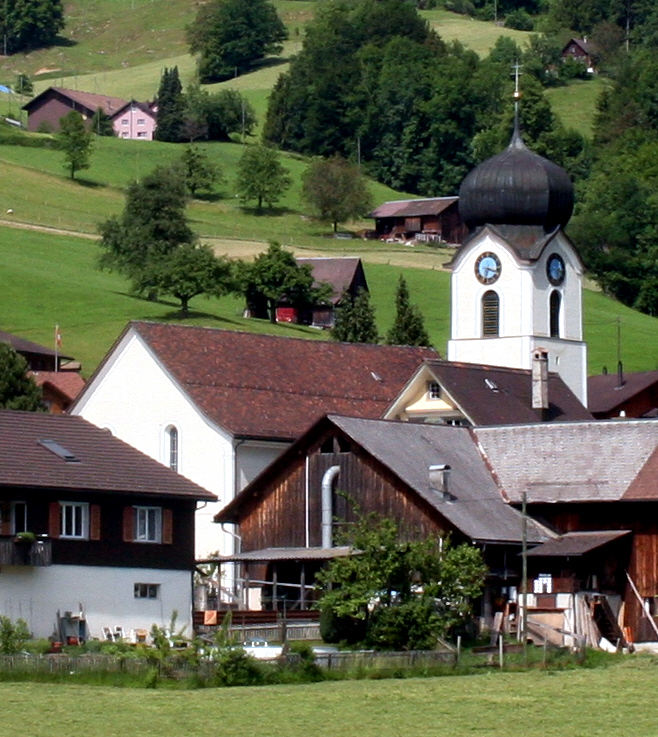
Dorfkirche
Luftbild von Walter Mittelholzer von 1919
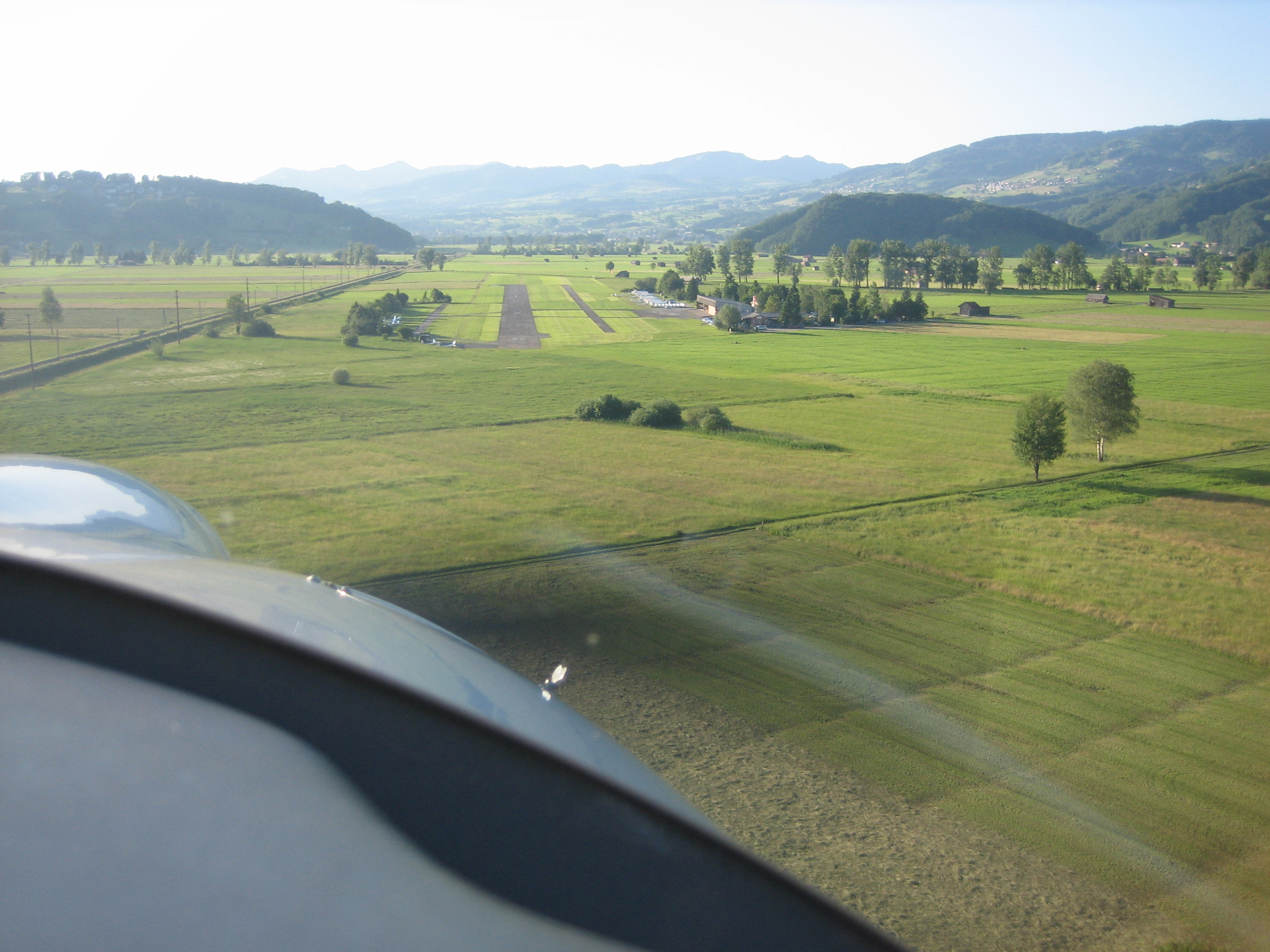
Anflug Flugplatz Schänis, links im Hintergrund der Benkner Büchel